# 徐翔 (投资家)
徐翔（1977年2月12日—） 又名徐强，浙江宁波人，中国投资人，炒股风格以“快准狠”而出名，被称为“私募一哥”。
徐翔早年是宁波的一位散户，因擅长股市投资，在股市中获取巨额收益。2009年，徐翔成立上海泽熙投资管理有限公司并自任总经理，开始进军私募界。泽熙旗下的产品因多次取得私募冠军而受到中国资本市场的关注。
2015年11月1日，徐翔因涉嫌非法手段获取股市内幕信息，从事内幕交易、操纵股票交易价格等违法犯罪，被公安机关依法采取刑事强制措施。2016年4月29日，因涉嫌操纵证券市场及内幕交易犯罪，被检查机关依法批准逮捕。2017年1月23日，徐翔以操纵证券市场一审被判五年半，罚金110亿元。

## 生平
徐翔在17岁时，以数万元成本进入股票市场炒股。高中毕业后，在家人的同意下，放弃了高考，专注于投资。此后，他专心研究和学习股票，并看国外的投资方法。早年时期的徐翔经常出没于宁波的银河证券解放南路营业部（今为光大证券解放南路营业部），与不少游资结识，获利出众，因而在当地投资圈渐渐出名。在宁波坊间，流传着“炒股不跟解放南，便是神仙也枉然”的说法。他与另一位著名游资徐海鸥并称“大小徐”。19岁时曾被上海的黑帮胁迫，帮助黑帮操盘炒股。
大约在2000年之后，随着中国股市进入熊市阶段，徐翔开始琢磨短线套利技术。他与银河证券解放南路营业部的二十多名游资，通过集中资金将股价拉至涨停板、而后在拉升一两个涨停板后平仓出货的方式，套取大量利润。他们也能够成功地“追涨停板”，往往获利比庄家更多。
2003年2月15日，《中国证券报》报导了银河证券宁波解放南路营业部的这群游资，将他们称为“宁波涨停板敢死队”，从此以后，徐翔这一名字进入了公众视野。
2005年，徐翔从宁波搬到上海，在浦东新区的汤臣一品买下了豪宅，他的上班地点在汤臣一品对面的东亚银行大厦，每天在距离东亚银行500米左右的上海国际金融中心吃午饭。他在2007年的牛市中获得大量利润，在2009年成立上海泽熙投资管理有限公司，并担任总经理。徐翔最为崇拜的历史人物是毛泽东与康熙帝，因此将公司的名字取为“泽熙”。泽熙投资发行的私募产品因多次取得私募冠军而受到中国资本市场的关注，甚至巴菲特的年化收益率都不及他的1/4。
徐翔投资风格彪悍，被称为“宁波涨停板敢死队总舵主”，他和泽熙私募持仓或者关注的股票被称为“徐翔概念股”，受到股民的热捧。然而，徐翔本人对“总舵主”的称号非常厌恶，因为他认为自己与“敢死队”的那些暴发户是完全不同的人。与媒体与网络对其热捧相对的是，徐翔为人极为低调，甚少在公众面前露面。在被查之前，徐翔的年龄、籍贯无一被确认。他不允许媒体对其拍照，因而甚至连网络上长期流传的照片都是错误的。与其他“敢死队”成员暴富之后花天酒地享乐不同的是，徐翔从香港买来大量的有关投资的书籍潜心研读。曾担任过泽熙投资总经理助理的叶展描述称，徐翔对股市的研究异常专注，没有任何其他的爱好。他一天看盘12个小时，是股市的“苦行僧”。2015年6月上旬，由宁波经信委下属的《甬商》杂志发布“2015甬商百富榜”，徐翔以19.6亿元的身家位居该排行榜的第44位。然而人们普遍认为其身价远远不止这个数字，媒体和网络流传最广的说法称他的个人资产有40亿元左右。2015年10月15日，徐翔家族以140亿元人民币的身家（约合22亿美元），位列胡润百富榜第188名。
2011年7月，有传称泽熙投资因违规而被查。徐翔曾首次接受证券媒体的采访，否认违规操作和被监管部门调查的传闻。
他在2014年的牛市中也获利匪浅，并在2015年6月的股灾之前成功逃顶。在股灾期间，徐翔曾就是否参与做空接受过公安机关的调查，随后泽熙投资对外发布声明，否认参与股指期货交易。7月，在中国政府决定出资救市时，曾邀请徐翔参与。但徐翔认为参与救市将不可避免地接触到一些关键的内幕信息，这对私募基金管理人来说非常危险，因而拒绝了这个要求。
据《每日经济新闻》披露，在2015年10月31日晚间，中国公安部门进驻泽熙投资上海总部的办公室，将其查封，将电脑、文件等资料带走。11月1日，一则徐翔在在宁波杭州湾跨海大桥上遭到公安机关逮捕的消息在网络上广泛流传。消息传出后，泽熙投资官网因为访问量过多而无法打开。同日晚间，官方媒体发布消息，称徐翔被指控涉嫌非法手段获取股市内幕信息，从事内幕交易、操纵股票交易价格等违法犯罪，已被公安机关依法采取刑事强制措施。坊间传闻抓捕徐翔由公安部直接部署，上海公安部门负责具体执行。当日是徐翔祖母的百岁生日，徐翔被捕时正在从上海赶往宁波的途中，旋即被公安机关押往北京，未能如期出现在祖母的寿宴上。
翌日（周一），A股股市11月份遭遇“开门黑”，“徐翔概念股”的股价纷纷下挫甚至跌停，并带动各指数下跌。当日收盘上证指数下跌1.70%，深证成指下跌2.09%，创业板指下跌1.87%。
根据搜狐财经网引述知情人士的消息，徐翔管理的泽熙投资常年替中共高层官员理财，徐翔案可能牵扯出多名部级官员。喜投网董事长、知名投资人黄生认为，徐翔被抓之后，“更大的风暴要来”。12月19日，一位署名为“白云先生”的评论员，在微信公众号“至道书院”上发表题为《万科宝能之争：门口的野蛮人，背后的赵家人》一文，其中称：“徐翔没出来，说明背后的帐还没算清，也或者是，徐翔这个人不愿意背叛自己背后的赵家人。”暗讽徐翔案涉及中共高层的派系斗争。
徐翔被抓后不久，其父徐柏良被挖出是上市公司宁波中百的实际控制人。此前股民对徐柏良的认识仅仅是一位来自浙江的神秘牛散。11月3日，宁波中百方面发布公告称徐柏良已失联；而徐翔之母郑素贞则是大恒科技的实际控制人，大恒科技向澎湃新闻记者表示仍可以联系到郑素贞。11月9日，大恒科技公告称郑素贞所持股份已被公安机关冻结两年。徐翔案发后，“徐翔概念股”的上市公司相继停止或调整了对泽熙投资的定向增发股份。12月8日，郑素贞被爆出也已失联。
2016年4月12日，中国大陆媒体报道称，徐翔案即将进入开庭审理阶段，审判方为山东省青岛市中级人民法院。4月29日，徐翔因涉嫌操纵证券市场及内幕交易犯罪，已经被依法批准逮捕。此外，中信证券原总经理程博明也在这几天前后被批准逮捕。有消息称，徐翔可能深度涉及中信证券腐败案。11月10日，山东省青岛市人民检察院依法对徐翔等人以及相关上市公司董事长、实际控制人涉嫌操纵证券市场系列案，向青岛市中级人民法院提起公诉。2017年1月23日，山东省青岛市中级人民法院一审认为徐翔构成证券市场操纵罪，判处有期徒刑5年零6个月，同时处罚金110亿元。
2019年，徐翔妻子应莹请求与徐翔离婚，并分割夫妻合法共同财产。3月20日，应莹向上海市黄浦区人民法院（下称“黄浦法院”）递交《离婚起诉书》，称被告（徐翔）长期被关押，原告（应莹）只能独立抚养孩子，生活困难，致夫妻关系失和，“现请求离婚，孩子的抚养权、财产依法处理。”
2021年7月9日，徐翔刑满出狱，但徐翔妻子应莹表示不会去接他回家。

## 徐翔概念股
“徐翔概念股”是指与徐翔有关联的上市公司，包括宁波中百、大恒科技、华丽家族、文峰股份、康强电子等。

## 家庭
- 父亲：徐柏良（上海泽添投资发展有限公司法定代表人）[42]
- 母亲：郑素贞[42]
- 妻子：应莹 （1979年-）大專學歷。[43]

## 相关人物
- 王亚伟
- 赵丹阳
- 杨怀定（杨百万）
- 张少鸿
- 唐万新
- 吕新建（吕梁）
- 赵笑云
- “涨停敢死队三剑客”：马信琪、孙国栋、舒逸民